# راموت نفتالي
راموت نفتالي (بالعبرية: רָמוֹת נַפְתָּלִי) هي موشب في شمال إسرائيل. تقع في الجليل الأعلى بالقرب من الحدود اللبنانية الإسرائيلية، وتقع تحت إدارة مجلس جبل الشيخ الإقليمي. في 2019 بلغ عدد سكانها 546 نسمة.

## التاريخ
بعد حرب 1948، أقيمت مستوطنة راموت نفتالي على جزء من أراضي قريتي قدس والنبي يوشع الفلسطينيتين المهجرتين حديثاً.